# باس أوتيس
باس أوتيس (بالإنجليزية: Bass Otis)‏ هو رسام أمريكي، ولد في 17 يوليو 1784، وتوفي في 3 نوفمبر 1861 في فيلادلفيا في الولايات المتحدة.

## معرض صور

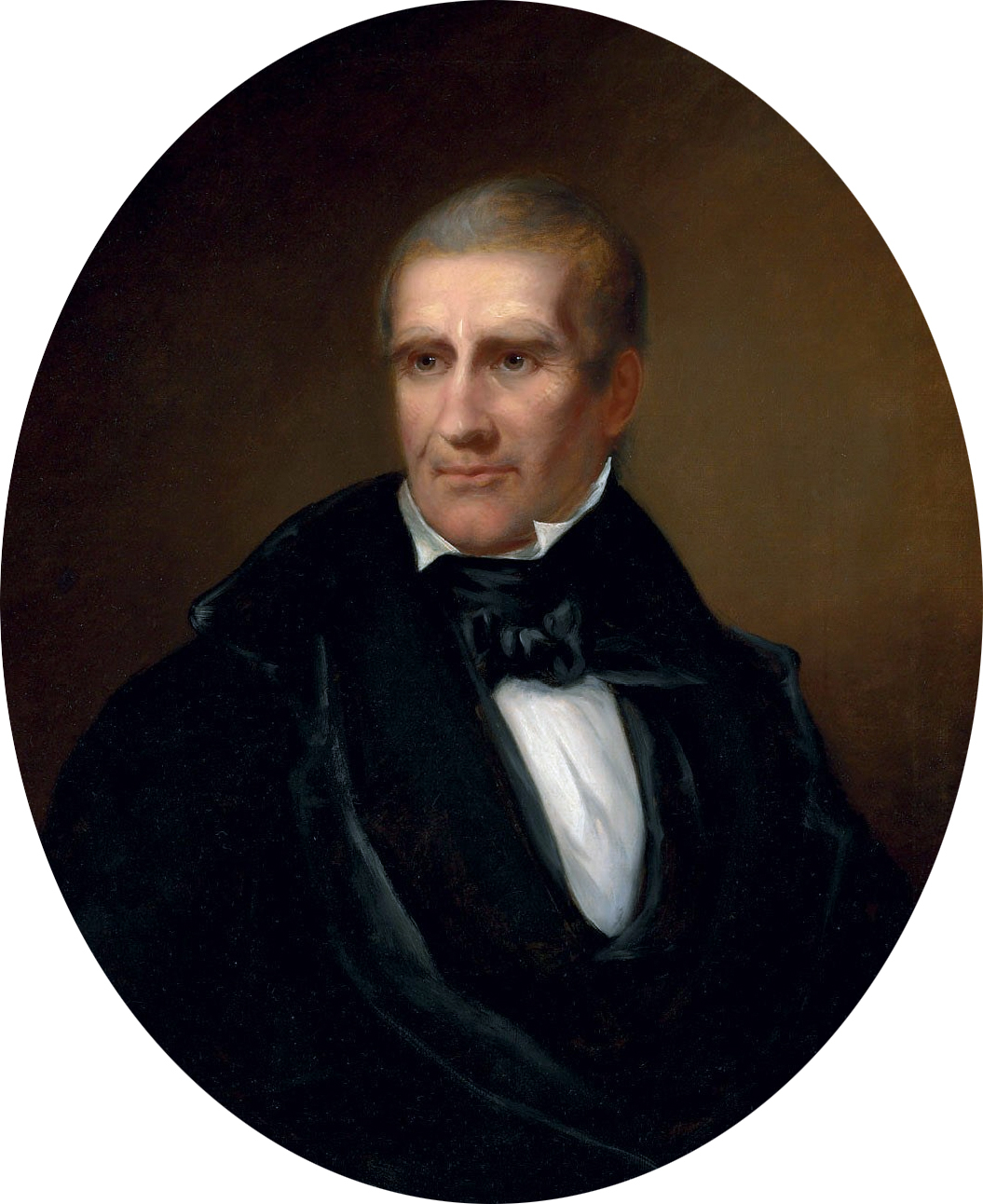
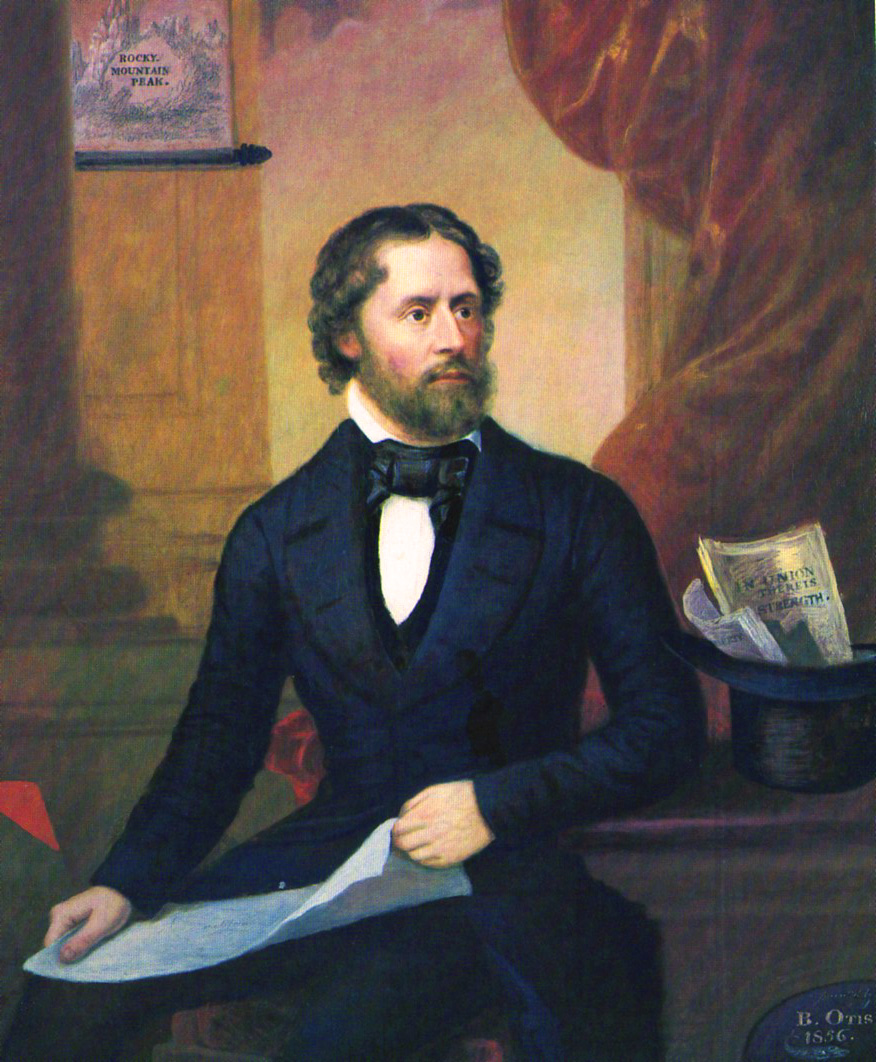
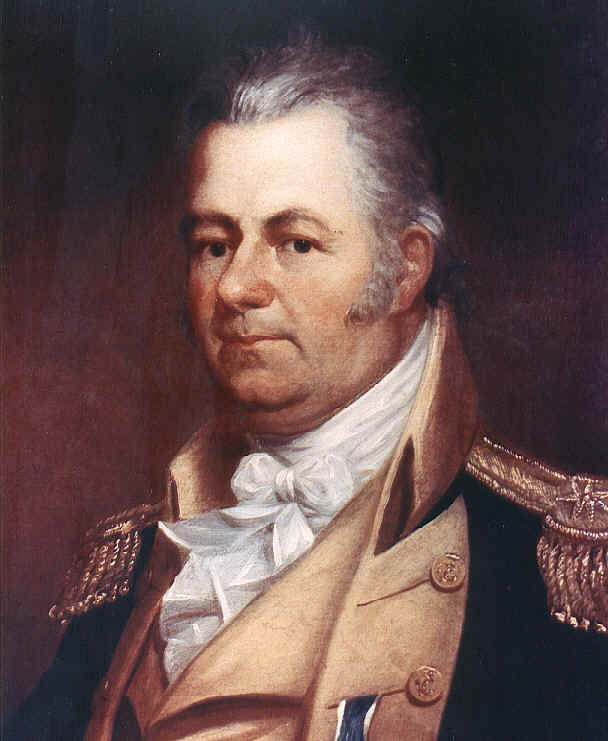